# Oxycheilinus nigromarginatus
Oxycheilinus nigromarginatus is een  straalvinnige vissensoort uit de familie van lipvissen (Labridae). De wetenschappelijke naam van de soort is voor het eerst geldig gepubliceerd in 2003 door Randall, Westneat & Gomon.
De soort staat op de Rode Lijst van de IUCN als Onzeker, beoordelingsjaar 2009.